# Caryanda bambusa
Caryanda bambusa är en insektsart som beskrevs av Liu, Zhibin och X.-c. Yin 1987. Caryanda bambusa ingår i släktet Caryanda och familjen gräshoppor. Inga underarter finns listade i Catalogue of Life.